# 綱島上町
綱島上町（つなしまかみちょう）は、神奈川県横浜市港北区の町名。綱島地区のひとつである。丁目のない単独町名である。住居表示未実施区域。

## 地理
港北区の中央部に位置し、西と北に新吉田東、早渕川を挟んで東に綱島西、鶴見川を挟んで南に大曽根と接している。町内は河川区域（市街化調整区域）と南西部（第一種低層住居専用地域）を除いて大部分が第一種中高層住居専用地域に指定されており、住宅地（集合住宅）が占めている。綱島地区の中で唯一早渕川の右岸にあり、対岸とは新川橋と三歩野橋で連絡している。
北側（字三歩野）は、1961年から2001年9月まで青山学院の綱島総合グラウンドであった。

### 字
- 北前耕地
- 三歩野 [2]

### 河川
- 鶴見川
- 早渕川

## 歴史

### 沿革
- 1947年（昭和22年）3月12日 - 耕地整理に伴い、新吉田町、高田町、南綱島町、北綱島町の各一部を分離し、綱島上町を新設[7]。
- 1949年（昭和24年）3月1日 - 耕地整理に伴い、綱島上町の一部を綱島町へ編入[8]。
- 1969年（昭和44年）10月1日 - 行政区の再編成に伴い、港北区を再配置。横浜市港北区綱島上町となる[9]。
- 1994年（平成6年）11月6日 - 行政区の再編成に伴い、港北区を再配置。横浜市港北区綱島上町となる[10]。
- 2004年（平成16年）10月18日 - 住居表示の実施に伴い、綱島上町の一部を新吉田東六丁目へ編入[11]。
- 2005年（平成17年）10月31日 - 住居表示の実施に伴い、綱島上町の一部を新吉田東七丁目へ編入[12]。

## 世帯数と人口
2025年（令和7年）6月30日現在（横浜市発表）の世帯数と人口は以下の通りである。
| 町丁     | 世帯数    | 人口    |
| -------- | --------- | ------- |
| 綱島上町 | 1,729世帯 | 4,130人 |

### 人口の変遷
国勢調査による人口の推移。
| 年                 | 人口  |
| ------------------ | ----- |
| 1995年（平成7年）  | 1,739 |
| 2000年（平成12年） | 1,677 |
| 2005年（平成17年） | 3,608 |
| 2010年（平成22年） | 4,138 |
| 2015年（平成27年） | 4,348 |
| 2020年（令和2年）  | 4,344 |

### 世帯数の変遷
国勢調査による世帯数の推移。
| 年                 | 世帯数 |
| ------------------ | ------ |
| 1995年（平成7年）  | 602    |
| 2000年（平成12年） | 627    |
| 2005年（平成17年） | 1,307  |
| 2010年（平成22年） | 1,542  |
| 2015年（平成27年） | 1,658  |
| 2020年（令和2年）  | 1,695  |

## 学区
市立小・中学校に通う場合、学区は以下の通りとなる（2024年11月時点）。
| 番・番地等 | 小学校             | 中学校             |
| ---------- | ------------------ | ------------------ |
| 全域       | 横浜市立綱島小学校 | 横浜市立新田中学校 |

## 事業所
2021年（令和3年）現在の経済センサス調査による事業所数と従業員数は以下の通りである。
| 町丁     | 事業所数 | 従業員数 |
| -------- | -------- | -------- |
| 綱島上町 | 25事業所 | 192人    |

### 事業者数の変遷
経済センサスによる事業所数の推移。
| 年                 | 事業者数 |
| ------------------ | -------- |
| 2016年（平成28年） | 14       |
| 2021年（令和3年）  | 25       |

### 従業員数の変遷
経済センサスによる従業員数の推移。
| 年                 | 従業員数 |
| ------------------ | -------- |
| 2016年（平成28年） | 74       |
| 2021年（令和3年）  | 192      |

## 交通
新羽駅と綱島駅の間を運行する東急バス綱74系統が南側の市道新吉田第179号線を通るが、綱島上町周辺は幅員が6メートル程しかない。

## 施設
- セブン-イレブン横浜綱島上町店
- コビープリスクールつなしま（認可保育園）
- 綱島上町公園

## その他

### 日本郵便
- 郵便番号 : 223-0055[3]（集配局：綱島郵便局[22]）

### 警察
町内の警察の管轄区域は以下の通りである。
| 番・番地等 | 警察署     | 交番・駐在所 |
| ---------- | ---------- | ------------ |
| 全域       | 港北警察署 | 綱島駅前交番 |